# Dzień Świętego Jerzego
Ten artykuł należy dopracować:

przedstawiono sytuację tylko z czyjejś perspektywy – artykuł powinien być przekrojowy.
Pomóż go poprawić. 

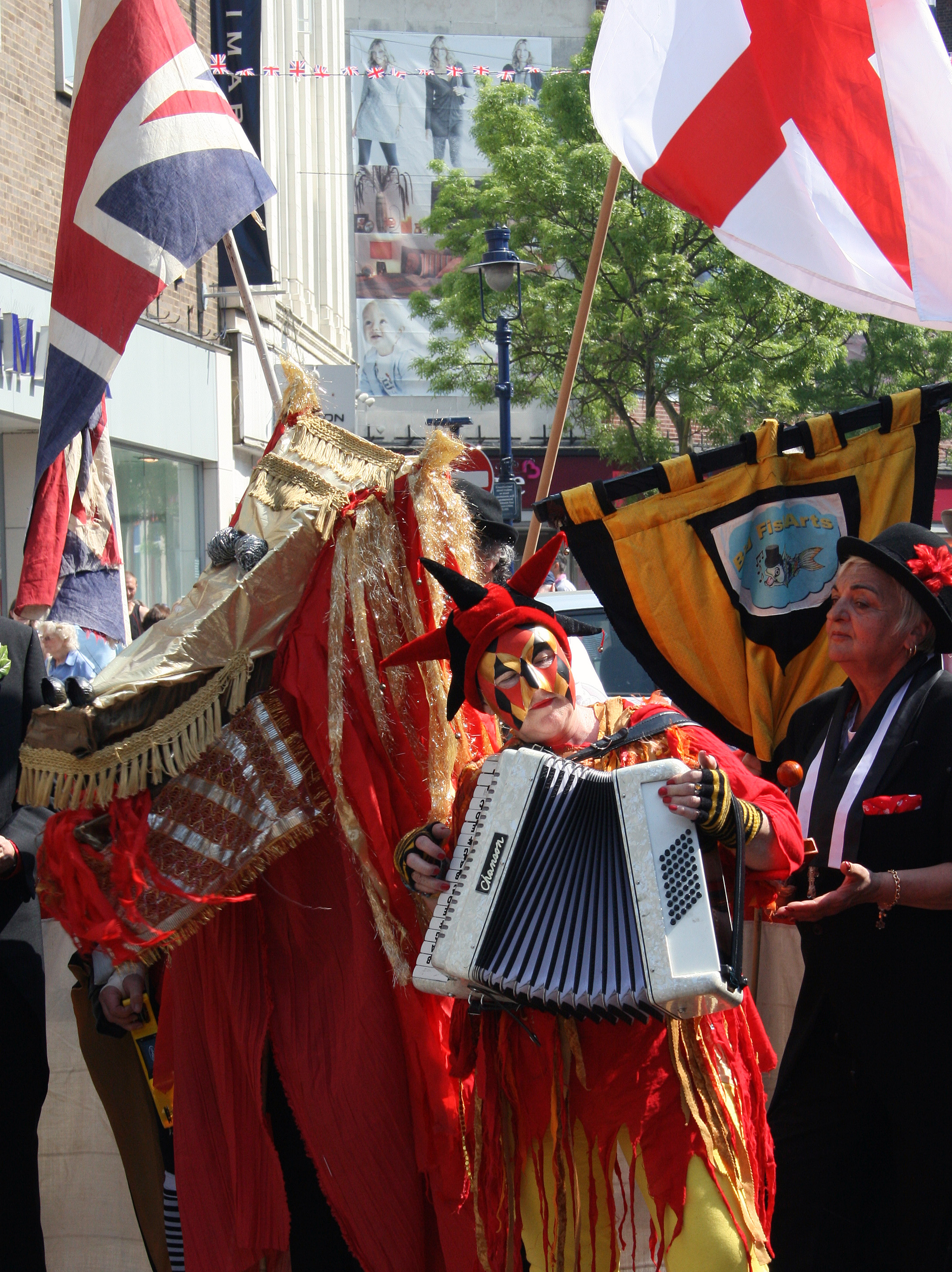
Parada w Dniu Świętego Jerzego

Dzień Świętego Jerzego – święto narodowe obchodzone w Anglii 23 kwietnia jako święto patrona kraju. W krajach używających kalendarza gregoriańskiego odpowiada to dacie 6 maja. Jest to rocznica utrwalonej w tradycji daty śmierci świętego Jerzego (23 kwietnia 303).  Poza Anglią obchodzone też w innych regionach, które przyjęły św. Jerzego jako patrona (np. Aragonia i Katalonia). Święty Jerzy jest głęboko zakorzeniony w angielskiej kulturze. Flaga Anglii przedstawia na białym płacie czerwony krzyż św. Jerzego.
W Anglii w ramach obchodów święta organizowane są parady uliczne, rekonstrukcje historyczne i inne. Częściej niż zazwyczaj można też zobaczyć angielskie flagi.